# Дрибински рејон
Дрибински рејон (блр. Дрыбінскі раён; рус. Дрибинский райо́н) је административна јединица другог нивоа у североисточном делу Могиљовске области у Републици Белорусији. 
Административни центар рејона је варошица Дрибин.

## Географија
Дрибински рејон обухвата територију површине 766,53 км² и на 21. је месту по величини у Могиљовској области (територијално најмањи рејон). Окружен је са 5 рејона Могиљовске области (Чавуским, Могиљовским, Шкловским, Горкијским и Мисциславским рејонима). 
Најважнији водоток који протиче кроз рејон је река Проња (притока Сожа) са својим притокама.

## Историја
Рејон је првобитно основан 17. јула 1924. године и постојао је до 1935. када је по први пут укинут. Други пут је расформиран 1959. У садашњим границама налази се од 29. децембра 1989. године. 
Велики број становника из Краснапољског рејона се преселио на ово подручје након нуклеарне хаварије у Чернобиљу 1986. године. 

## Демографија
Према резултатима пописа из 2009. на том подручју стално је било насељено 12.253 становника или у просеку 15,99 ст/км².
Основу популације чине Белоруси (92,83%), Руси (5,68%) и остали (1,49%).
Административно рејон је подељен на подручје варошице Дрибина, која је уједно и административни центар рејона, и на још 5 сеоских општина. На целој територији рејона постоји укупно 105 насељених места.

## Саобраћај
Кроз рејон пролази железничка линија Орша—Кричав, аутопут Мсцислав—Могиљов и нафтовод Унеча—Полацк.